# Schlagbaum (Höhscheid)
Schlagbaum hieß bis Anfang des 20. Jahrhunderts eine Ortslage in der Bürgermeisterei Höhscheid. Sie liegt im heutigen Stadtteil Aufderhöhe der bergischen Großstadt Solingen, ihr Name ist jedoch nicht mehr gebräuchlich.

## Lage und Beschreibung
Der Ort befindet sich unmittelbar an der Bundesstraße 229, der Aufderhöher Straße zwischen den Einmündungen des Enzianwegs und der Steubenstraße. Dort befindet sich auch die städtische Grundschule Aufderhöhe. Das Gelände fällt nach Osten hin in Richtung des Nacker Baches ab. An der Stelle der einstigen Ortslage sind noch einzelne historische, teils verschieferte Fachwerkhäuser entlang der Aufderhöher Straße erhalten. Der Ort ist allerdings in der geschlossenen Bebauung der Wohngebiete östlich des Aufderhöher Busbahnhofes aufgegangen.
Benachbarte Ortslagen sind bzw. waren (von Nord nach West): Löhdorf, Siebels, Neu-Löhdorf, Steinendorf, Brücke, Kohlsberg, Gillicher Dahl, Hensberg, Holzhof, Gillich und Aufderhöhe.

## Geschichte
Schlagbaum entstand vermutlich in der ersten Hälfte des 19. Jahrhunderts am zwischen 1752 und 1754 gebauten neuen Rheinweg von Hitdorf über Landwehr nach Solingen, der die Stadt Solingen als Wirtschaftszentrum an die Rheinschiene anband. Der neue Rheinweg wurde im 19. Jahrhundert Teil der Provinzialstraße Elberfeld-Hitdorf und nach dem Zweiten Weltkrieg zur heutigen Bundesstraße 229.:31 Am Schlagbaum befand sich ein namensgebender Schlagbaum, der Teil einer Straßenkontrollstelle an diesem Ort war.
Die Topographische Aufnahme der Rheinlande von 1824 verzeichnet den Ort noch nicht. Die Preußische Uraufnahme von 1844 verzeichnet ihn unbenannt südöstlich von Löhdorf. In der Topographischen Karte des Regierungsbezirks Düsseldorf von 1871 ist der Ort hingegen nicht verzeichnet. Die Preußische Neuaufnahme von 1893 verzeichnet den Ort als Schlagbaum benannt.
Schlagbaum wurde in den Ortsregistern der Anfang des 19. Jahrhunderts gegründeten Mairie bzw. Bürgermeisterei Höhscheid geführt, die 1856 das Stadtrecht erhielt.
Mit der Städtevereinigung zu Groß-Solingen im Jahre 1929 wurde Schlagbaum ein Ortsteil Solingens. Im Stadtplan von 1929 ist der Ort noch als Schlagbaum verzeichnet, danach verschwand er aus dem Stadtplan. Auf topografischen Karten erscheint er noch bis in die 1950er Jahre. Da er jedoch keinen Niederschlag in einen Straßennamen fand, ist der Ortsname heute nicht mehr gebräuchlich. Die noch vorhandenen Gebäude sind zur Aufderhöher Straße nummeriert. 